# Journal (Magazin)
Das Journal /ʒʊrˈnaːl/ (frz. journal /ʒuʁ.nal/ = Zeitung, Tagebuch; wie italienisch giornale und frühneuhochdeutsch zornal von mittellateinisch diurnale, „Tagebuch“, von dies „Tag“) ist ein journalistisches Produkt.
Es unterscheidet sich von einem Magazin ursprünglich dadurch, dass es täglich produziert wird und meist tagesaktuelle Inhalte enthält. Im angloamerikanischen Sprachgebrauch werden Journal und Magazin, trotz der unterschiedlichen Grundbedeutung, oft synonym verwendet. Dieser Gebrauch hat sich auch im deutschsprachigen Raum verbreitet, so dass Monatsschriften oft als Journale bezeichnet werden. Gehalten hat sich das Verständnis, dass ein Journal überwiegend tagesaktuelle Informationen bietet.